# کانکان باتچاریا
کانکان باتچاریا (انگلیسی: Kankan Bhattacharyya؛ زادهٔ) شیمی‌دان، و دانشگاهی و از دریافت کنندگان جایزه شانتی ساروپ بهاتنگار در شیمی است.